# Leandra
Leandra ist ein weiblicher Vorname.

## Herkunft und Bedeutung
Beim Namen Leandra handelt es sich um die weibliche Variante von Leander.

## Verbreitung
In Deutschland ist der Name Leandra seit den 1990er Jahren geläufig, zählte jedoch nie zu den beliebtesten Mädchennamen und erreichte die Top 200 der Vornamenscharts nur selten. Seine bislang höchste Platzierung in den Vornamenscharts erreichte er im Jahr 2003. Im Jahr 2024 belegte er Rang 322 der Hitliste. Besonders beliebt ist er dabei in Rheinland-Pfalz.
Leandra zählte in der Schweiz von 2002 bis 2019 mit Ausnahme der Jahre 2003, 2011 und 2017 zu den 100 beliebtesten Mädchennamen. Als höchste Platzierung erreichte er im Jahr 2016 in den Vornamenscharts Rang 64.
In Brasilien wurde der Name Leandra bis in die 1960er Jahre hinein nur ausgesprochen selten vergeben. In den 1970er Jahren trat er mit Rang 349 in die Liste der 1000 meistgewählten Mädchennamen des Landes ein. Seitdem gewann er an Popularität, sodass er in den 2000er Jahren Rang 219 der Vornamenscharts belegte.

## Bekannte Namensträgerinnen
- Leandra Behr (* 1996), deutsche Florettfechterin und deutsche Meisterin
- Leandra Bias (* 1988), Schweizer Forscherin
- Leandra Columberg (* 1999), Schweizer Politikerin (SP/JUSO)
- Leandra Cominazzini Angelucci (1890–1981), italienische Malerin, Gobelingestalterin, Keramikerin und Dichterin
- Leandra Ophelia Dax (* 1981), belarussisch-deutsche Musikerin
- Leandra Gamine (* 1994), deutsche Popsängerin
- Leandra Rixa Negri (* 2004), deutsche Volleyballspielerin
- Leandra Overmann († 2012), jugoslawisch-serbische Opern-, Lied-, Konzert- und Oratoriensängerin (Mezzosopran/Alt)
- Leandra Ulsamer (* 1932), deutsche Franziskanerin